# Vlora LNG Terminal
Vlora LNG Terminal är en flytande LNG-terminal under anläggande i hamnen i Vlora i Albanien, vilken beräknas tas i drift 2023.
Vlora-terminalen anläggs av Excelerate Energy, statliga Albgaz och ExxonMobil. LNG-terminalen ska anslutas till en föreslagen 40 kilometer lång rörledning mellan Vlora och Fier, där anknytning görs till södra Europas gasnät genom Trans Adriatic Pipeline, som är anlagd för att föra naturgas från Azerbajdzjan till Italien. Trans Adriatic Pipeline är i sin tur ansluten till Gas Interconnector Greece–Bulgaria, som togs i drift i oktober 2022.
Excelerate Energy informerade i maj 2022 av företaget planerade att placera FSRU Excelsior i Vlora, men detta fartyg kontrakterades i stället ut till Tyskland i oktober 2022.
Avtal om framtida leveranser av naturgas har slutits eller diskuterats med grannarna Kosovo, Montenegro, Nordmakedonien och Bulgarien.